# Sicale à béret
Sicalis columbiana
Espèce
Statut de conservation UICN

 LC  : Préoccupation mineure
Le Sicale à béret (Sicalis columbiana) est une espèce de passereau appartenant à la famille des Thraupidae.